# Fábio Luciano
Fábio Luciano (né le 29 avril 1975 à Vinhedo) est un footballeur international brésilien qui jouait comme défenseur.
Il a joué dans le club brésilien de Ponte Preta. 
Par après, il passe à l'International et aux Corinthians.
Après avoir passé 3 ans aux Corinthians, il est transféré à Fenerbahçe SK.
Après avoir passe 3 ans à Fenerbahce, il quitte le club en août 2006.
En janvier 2007, il signe après 6 mois dans un club allemand avec le 1.FC Cologne.
Il signe un contrat après 6 mois avec Clube de Regatas do Flamengo.

## Palmarès
- Championnat de Turquie : 2004, 2005
- Coupe Guanabara : 2008
- Championnat de Rio de Janeiro de football : 2008